# Euxoa chimoensis
Euxoa chimoensis är en fjärilsart som beskrevs av David F. Hardwick 1966. Euxoa chimoensis ingår i släktet Euxoa och familjen nattflyn. Inga underarter finns listade i Catalogue of Life.

## Bildgalleri

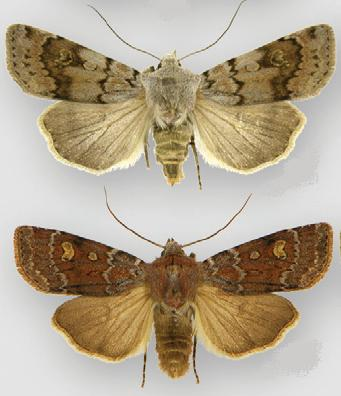